# Carlos Nóbrega e Sousa
Carlos de Melo Garcia Correia Nóbrega e Sousa GOIH (Glória, Aveiro,  4 de novembro de 1913 – Carnide, Lisboa, 3 de abril de 2001) foi um compositor de música ligeira português. Venceu por três vezes o Festival RTP da Canção.

## Carreira
Nasceu a 4 de novembro de 1913 na Rua 5 de Outubro, na freguesia da Glória, em Aveiro, filho de Agostinho Caetano Silvestre de Sousa, então de 30 anos e professor do Liceu Nacional de Aveiro, natural de Nova Goa (atual Pangim), então capital do Estado Português da Índia, e de Maria Bárbara Garcia Correia Nóbrega e Sousa, então de 23 anos, doméstica, natural de Aveiro (freguesia da Glória).
Começou os seus estudos musicais com 7 anos de idade e chegou a tirar o curso superior de Piano do conservatório. A sua primeira composição foi feita com apenas 13 anos.
Algumas das suas primeiras composições foram gravadas a partir de 1933.
Em 1940, entrou para o elenco da Emissora Nacional, onde chegou a chefe de secção de música ligeira.
A 28 de setembro de 1940, casou primeira vez na igreja paroquial dos Anjos, em Lisboa, com Rosa Henriques Ramires, então de 24 anos, natural de Aveiro (freguesia de Vera Cruz), filha de Manuel Ramires Fernandes, guarda-livros do Banco Nacional Ultramarino em Aveiro, natural de Aveiro (freguesia de Oliveirinha), e de Conceição Henriques de Oliveira e Silva, também natural de Aveiro. A 11 de fevereiro de 1950, foi decretada a separação judicial de pessoas e bens entre o casal. Por sentença de 14, transitada em julgado a 23 de outubro de 1975, a separação judicial foi convertida em divórcio, que passou a estar legalmente previsto para casamentos católicos apenas em 1975.
O seu grande sucesso só surgiu em 1958, com "Vocês Sabem Lá", na voz de Maria de Fátima Bravo.
Simone de Oliveira venceu o Festival RTP da Canção de 1965 com "Sol de Inverno", da autoria de Carlos Nóbrega e Sousa e Jerónimo Bragança.
Em 1970, Sérgio Borges venceu o Festival RTP da Canção com "Onde vais rio que eu canto", com música da autoria de Carlos Nóbrega e Sousa e letra de Joaquim Pedro.
A 21 de novembro de 1975, casou segunda vez civilmente, em Lisboa, com Maria Teresa Dias de Noronha da Costa Paulino, que faleceu a 7 de outubro de 1985.
Foi ainda o autor da letra e música de "Sobe, Sobe, Balão Sobe", de Manuela Bravo, que venceu o Festival RTP da Canção de 1979.
Foi ainda autor de canções como Lado a lado, Degrau em degrau, Encontro às Dez, A Tal, Figueira da Foz, Não Percas a Esperança, Maria Solidão e Procuro e não Te Encontro.
Morreu a 3 de abril de 2001, no lar da Casa do Artista, na freguesia de Carnide, em Lisboa.

## Homenagens
A 4 de novembro de 1998, foi agraciado com o grau de Grande-Oficial da Ordem do Infante D. Henrique.
A Câmara Municipal de Lisboa prestou homenagem ao Maestro Nóbrega e Sousa, atribuindo o seu nome a uma rua de Lisboa, situada na freguesia do Lumiar, junto a outras artérias com topónimos relacionados com música, criando assim um bairro com nomes desta área e cuja inauguração se fez no dia 1 de outubro de 2004, Dia Mundial da Música.